# Dendrodoa pulchella
Dendrodoa pulchella är en sjöpungsart som först beskrevs av Addison Emery Verrill 1871.  Dendrodoa pulchella ingår i släktet Dendrodoa och familjen Styelidae. Inga underarter finns listade i Catalogue of Life.